# Las noches salvajes
Las noches salvajes (francés: Les Nuits Fauves ) es una película dramática francesa de 1992 dirigida y escrita por Cyril Collard. Está protagonizada por el mismo Collard, Romane Bohringer y Carlos López. Es una adaptación de la novela semiautobiográfica de Collard "Les Nuits Fauves", publicada en 1989. 
La película ganó cuatro Premios César, incluida mejor película.

## Sinopsis
Jean, un camarógrafo y aspirante a director de cine , poco egocéntrico, infantil y hedonista, tiene una vida sexual complicada. es bisexual y seropositivo. Durante una sesión de casting conoce a Laura, una aspirante a actriz de dieciocho años. Encantada por su encanto, Jean pronto la persigue y rápidamente se enamora de él. Empiezan una aventura apasionada. Al mismo tiempo, el inquieto Jean persigue una relación con Samy, un joven jugador de rugby. Samy, quien emigró con su madre y su hermano de España, está desempleado e igualmente preocupado. Es heterosexual y aunque vive con su novia, Marianne, No tiene reparos en su relación homoerótica con Jean, que está muy enamorada de él.

## Reparto
- Cyril Collard como Jean.
- Romane Bohringer como Laura.
- Carlos López como Samy.
- Corine Blue como la madre de Laura.
- Claude Winter como la madre de Jean.
- René-Marc Bini como Marc.
- Maria Schneider como Noria.
- Clémentine Célarié como Marianne.
- Laura Favali como Karine.
- Jean-Jacques Jauffret como Pierre Olivier.
- Aïssa Djabri como Kader.
- Francisco Giménez como Paco.
- Marine Delterme como Sylvie.
- Diego Porres como Jaime.
- Stephan Lakatos como Jipe.
- Christophe Chantre como Martial.
- Michel Voletti como Mr. André
- Régine Arniaud como Véro.
- Olivier Chavarot como Olivier.
- Samir Guesmi como Jamel.
- Claudio Zaccai como el Doctor.
- Dominique Figaro como Camille.

## Recepción
Lanzado en octubre de 1992, Las noches salvajes causó un revuelo inmediato en Francia, donde tuvo 2.811.124 admisiones y fue la novena película más taquillera del año.

## Premios y nominaciones
- - Premios César
- Mejor Película - Ganadora
- Mejor Director a Cyril Collard - Nominado
- Mejor guion a Cyril Collard y Claude Sautet - Nominados
- Mejor Actriz de revelación a Romane Bohringer - Ganadora
- Mejor montaje a Lise Beaulieu- Ganador
- Mejor ópera prima a Cyril Collard - Ganador
- Mejor música a René-Marc Bini - Nominado
  - Festival de Cine de Turín
- Premio de audiencia - Ganadora
- Premio FIPRESCI a Cyril Collard - Ganador
- Premio especial del jurado a Cyril Collard - Ganador